# 甲斐親英
甲斐 親英（かい ちかひで）は、安土桃山時代の武将。阿蘇氏の家臣。甲斐親直（宗運）の嫡男。出家し宗立と号す。官位は相模守。名は親秀とも書く。

## 生涯
肥後国の大名・阿蘇氏の重臣である甲斐親直（宗運）の嫡男として誕生した。
幼少期には、坂梨紹元から「紹」の字を与えられ、紹員と名乗る。
主家の外交方針に逆らって日向の伊東義祐に接近した親英の弟ら3人を、謀反の疑いで殺害した父・宗運を排除しようとするが、失敗。甲斐氏の世継ぎの親英だけは家臣のとりなしで助命された。この件が一因となって親英の妻は宗運殺害を決意したという。
父の死後、筆頭家老となるが、阿蘇氏の本拠地・矢部に篭り守勢に徹するべしとの宗運の遺言を守らず、天正13年（1585年）に島津氏の花の山城を攻撃し反撃を招いた。これにより、甲佐城や堅志田城を落とされ、居城の御船城を放棄。隈庄城を開城して降伏するが和平交渉中に捕らえられ八代へ連行される。2歳の当主・阿蘇惟光は島津氏に降伏したのちに母親に連れられ逃走し、阿蘇氏は滅亡した。
ほどなく九州は豊臣秀吉によって平定され、親英は旧領の御船を回復した。しかし肥後の領主として派遣された佐々成政の施策に肥後の国人衆は反発し、天正15年（1587年）8月に反乱を起こす（肥後国人一揆）。親英はこれに大将として参加して菊池武国（武宗）ら謀り、隈本城を3万5千の国衆で攻撃して落城寸前まで攻め込むが撃退される。結局、反乱は鎮圧され、武国は戦死、親英は逃れて健軍神社にいたところを成政の与力・森壱岐守（毛利勝信）の軍勢に見付かり、雑兵の手に掛かるよりはと六ヶ所村（嘉島町上六嘉）の地蔵堂へ入り自害して果てた。親英の子は木山家に嫁いだ女子のみで男子がいなかった上に、前述の通り3人の弟は父によって殺害されていたため、親英の死により甲斐氏は消滅した。結果として親直による息子の殺害が甲斐氏の滅亡を招く形となった。
なお、近年になって、島津氏の史料に近衛前久の使者として親英（宗立）が派遣されたとする内容の文書の存在が指摘され、殺害されずに生き延びていた可能性が浮上している。

## 足手荒神（甲斐神社）
熊本県上益城郡嘉島町にある甲斐神社は足手荒神と呼ばれている。その名の通り祈願すると手足の病が治るといわれているが、これは肥後国人一揆で手足に重傷を負った親英が地元の住民に手厚い看護を受け、「このお礼に死んだあとはこの地で、手足の病の守り神となろう」と言い残して死んだという逸話がもとになっているといわれる。父・宗運もここに祭られている。